# James Mirrlees
Sir James Alexander Mirrlees (Minnigaff (Wigtownshire), 5 juli 1936 – 29 augustus 2018) was een Schots econoom.
In 1996 werd bekendgemaakt dat William Vickrey en James Mirrlees de Prijs van de Zweedse Rijksbank voor economie kregen. Drie dagen na deze bekendmaking kwam zijn wetenschappelijke collega Vickrey te overlijden. Het onderzoek van Mirrlees en Vickrey richtte zich op het instrument van veilingen voor transacties, prijsbepaling en asymmetrische informatie. In 1998 werd Mirrlees tot ridder verheven.
1969: Frisch, Tinbergen ·
1970 : Samuelson ·
1971: Kuznets ·
1972: Hicks, Arrow ·
1973: Leontief ·
1974: Myrdal, Hayek ·
1975: Kantorovitsj, Koopmans ·
1976: Friedman ·
1977: Ohlin, Meade ·
1978: Simon ·
1979: Schultz, Lewis ·
1980: Klein ·
1981: Tobin ·
1982: Stigler ·
1983: Debreu ·
1984: Stone ·
1985: Modigliani ·
1986: Buchanan ·
1987: Solow ·
1988: Allais ·
1989: Haavelmo ·
1990: Markowitz, Miller, Sharpe ·
1991: Coase ·
1992: Becker ·
1993: Fogel, North ·
1994: Harsanyi, Nash, Selten ·
1995: Lucas ·
1996: Mirrlees, Vickrey ·
1997: Merton, Scholes ·
1998: Sen ·
1999: Mundell ·
2000: Heckman, McFadden ·
2001: Akerlof, Spence, Stiglitz ·
2002: Kahneman, Smith ·
2003: Engle, Granger ·
2004: Kydland, Prescott ·
2005: Aumann, Schelling ·
2006: Phelps ·
2007: Hurwicz, Maskin, Myerson ·
2008: Krugman ·
2009: Ostrom, Williamson ·
2010: Diamond, Mortensen, Pissarides ·
2011: Sims, Sargent ·
2012: Roth, Shapley  ·
2013: Fama, Hansen, Shiller  ·
2014: Tirole  ·
2015: Deaton  ·
2016: Hart, Holmström ·
2017: Thaler ·
2018: Nordhaus, Romer ·
2019: Banerjee, Duflo, Kremer ·
2020: Milgrom, Wilson ·
2021: Imbens, Angrist, Card ·
2022: Bernanke, Diamond, Dybvig ·
2023: Goldin ·
2024: Acemoglu, Johnson, Robinson
- Bibsys: 90539594
- Biblioteca Nacional de España: XX1345108
- Bibliothèque nationale de France: cb123271726 (data)
- Catàleg d'autoritats de noms i títols de Catalunya: 981058513727706706
- CiNii: DA02957837
- Gemeinsame Normdatei: 114703558
- International Standard Name Identifier: 0000 0001 1564 0228
- Library of Congress Control Number: n85378710
- Nationale Bibliotheek van Letland: 000105138
- Mathematics Genealogy Project: 106973
- Nationale Bibliotheek van Tsjechië: vse2006371890
- Nationale Bibliotheek van Israël: 987007460676505171
- Nationale Bibliotheek van Polen: a0000003438685
- Nederlandse Thesaurus van Auteursnamen: 074607308
- Système universitaire de documentation: 032193688
- Virtual International Authority File: 29603810
- WorldCat: E39PBJpPJmXRdKYPPqxvW9YQMP